# Parasitaire meervallen
Parasitaire meervallen (Trichomycteridae) vormen een familie van vissen uit de orde van de Meervalachtigen (Siluriformes). Tot deze familie behoort de beruchte candiru die bekendstaat om het binnendringen in de urinebuis bij mensen. Het is verboden deze vis in bepaalde gebieden binnen de Verenigde Staten in te voeren.

## Verspreiding
De parasitaire meervallen hebben de grootste verspreiding van alle meervalachtigen.
De vissen komen voor in zoet water in Costa Rica, Panama en door geheel Zuid-Amerika.
De familie is verder vanaf Panama tot Chili en Argentinië verspreid.

## Beschrijving
Het lichaam van deze vissen is gewoonlijk naakt en langgerekt. De kinbarbelen ontbreken gewoonlijk, maar ze bezitten wel neusbarbelen. Ook hebben ze meestal twee paar maxillaire barbelen.
Veel parasitaire meervallen zijn niet langer dan 26 mm.
Hoewel deze familie veel soorten omvat, zijn alleen vissen uit de onderfamilies Vandelliinae en Stegophilinae, waaronder de candiru parasitaire vissen. Sommige soorten worden alleen aangetroffen op een hoogte boven 4000 meter.

## Taxonomie
De familie omvat ongeveer 40 geslachten en ruim 200 soorten.
Het is de op een na meest diverse familie uit de superfamilie Loricarioidea.
Veel soorten uit deze familie zijn nog onbeschreven.
De familie is onderverdeeld in acht onderfamilies. De enige onderfamilie die niet monophyletisch is, is de grootste onderfamilie Trichomycterinae.
Volgens Nelson is de familie onderverdeeld in 7 onderfamilies; ITIS onderscheidt één onderfamilie meer. De volgende onderverdeling in geslachten is volgens ITIS:
- Onderfamilie Copionodontinae de Pinna, 1992
  - Copionodon de Pinna, 1992
  - Glaphyropoma de Pinna, 1992
- Onderfamilie Glanapteryginae Myers, 1944
  - Glanapteryx Myers, 1927
  - Listrura de Pinna, 1988
  - Pygidianops Myers, 1944
  - Typhlobelus Myers, 1944
- Onderfamilie Sarcoglanidinae Myers & Weitzman, 1966
  - Ammoglanis Costa, 1994
  - Malacoglanis Myers & Weitzman, 1966
  - Microcambeva Costa & Bockmann, 1994
  - Sarcoglanis Myers & Weitzman, 1966
  - Stauroglanis de Pinna, 1989
  - Stenolicmus de Pinna & Starnes, 1990
- Onderfamilie Stegophilinae
  - Acanthopoma Lütken, 1892
  - Apomatoceros Eigenmann, 1922
  - Haemomaster Myers, 1927
  - Henonemus Eigenmann & Ward, 1907
  - Homodiaetus Eigenmann & Ward, 1907
  - Megalocentor de Pinna & Britski, 1991
  - Ochmacanthus Eigenmann, 1912
  - Parastegophilus Miranda Ribeiro, 1946
  - Pareiodon Kner, 1855
  - Pseudostegophilus Eigenmann & Eigenmann, 1889
  - Schultzichthys Dahl, 1960
  - Stegophilus Reinhardt, 1859
- Onderfamilie Trichogeninae Isbrücker, 1986
  - Trichogenes Britski & Ortega, 1983
- Onderfamilie Trichomycterinae
  - Bullockia Arratia, Chang, Menu-Marque & Rojas, 1978
  - Eremophilus Humboldt, 1805
  - Hatcheria Eigenmann, 1909
  - Ituglanis Costa & Bockmann, 1993
  - Rhizosomichthys Miles, 1943
  - Scleronema Eigenmann, 1917
  - Silvinichthys Arratia, 1998
  - Trichomycterus Valenciennes, 1832
- Onderfamilie Tridentinae Eigenmann, 1918
  - Miuroglanis Eigenmann & Eigenmann, 1889
  - Tridensimilis Schultz, 1944
  - Tridentopsis Myers, 1925
- Onderfamilie Vandelliinae
  - Paracanthopoma Giltay, 1935
  - Paravandellia Miranda Ribeiro, 1912
  - Plectrochilus Miranda Ribeiro, 1912
  - Vandellia Valenciennes, 1846